# Tandemugrás

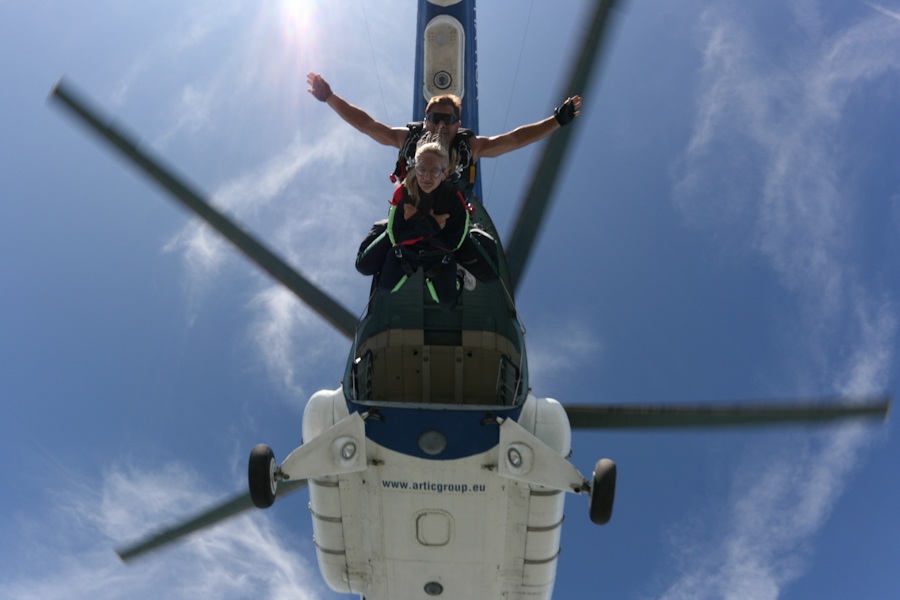
Tandemugrás Mi-8 helikopterből

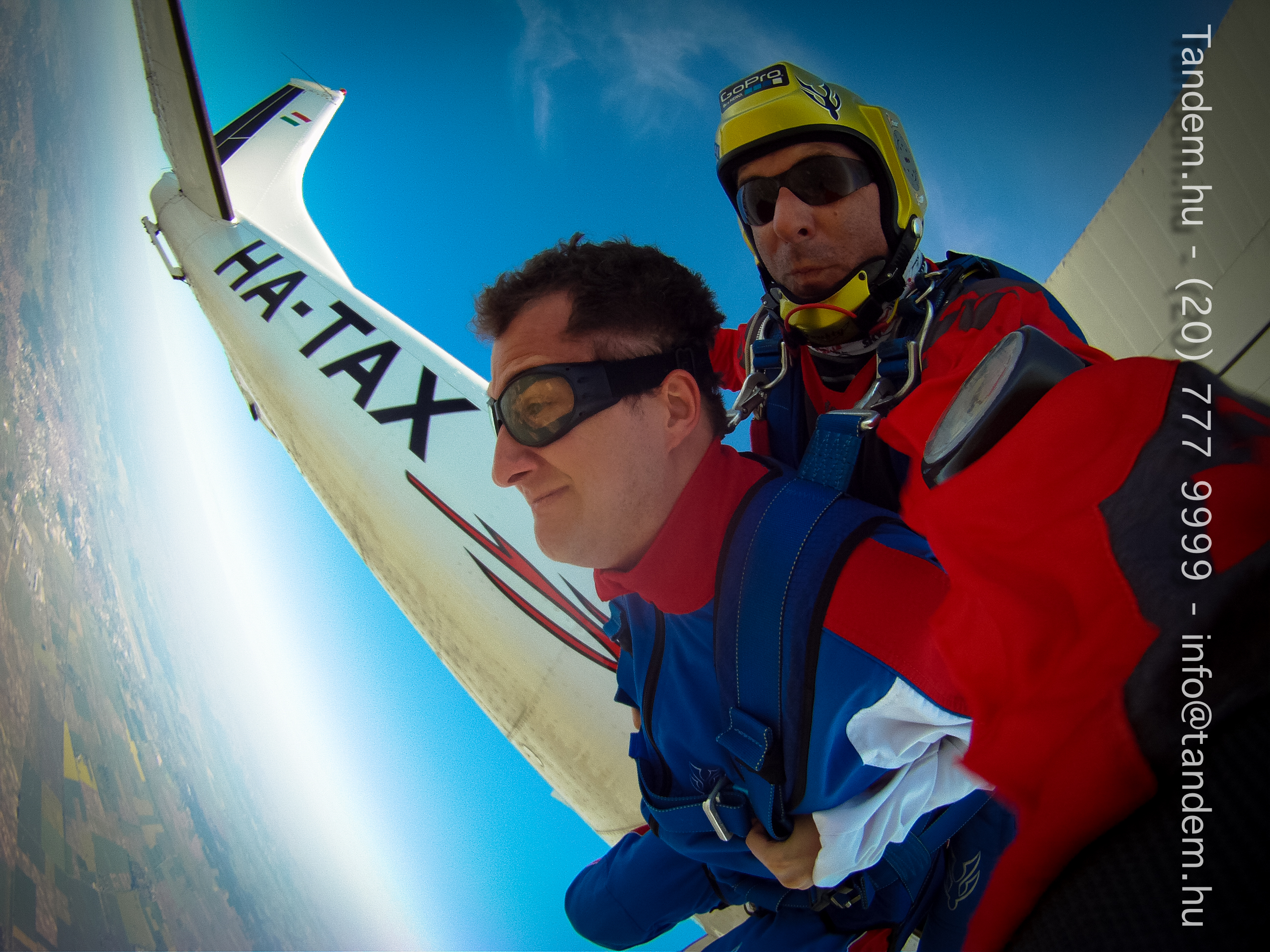
Tandemugrás Cessna 182 típusú repülőgépből. A felvételt a tandempilóta kezén lévő akció kamera készíti automatikusan a zuhanás alatt

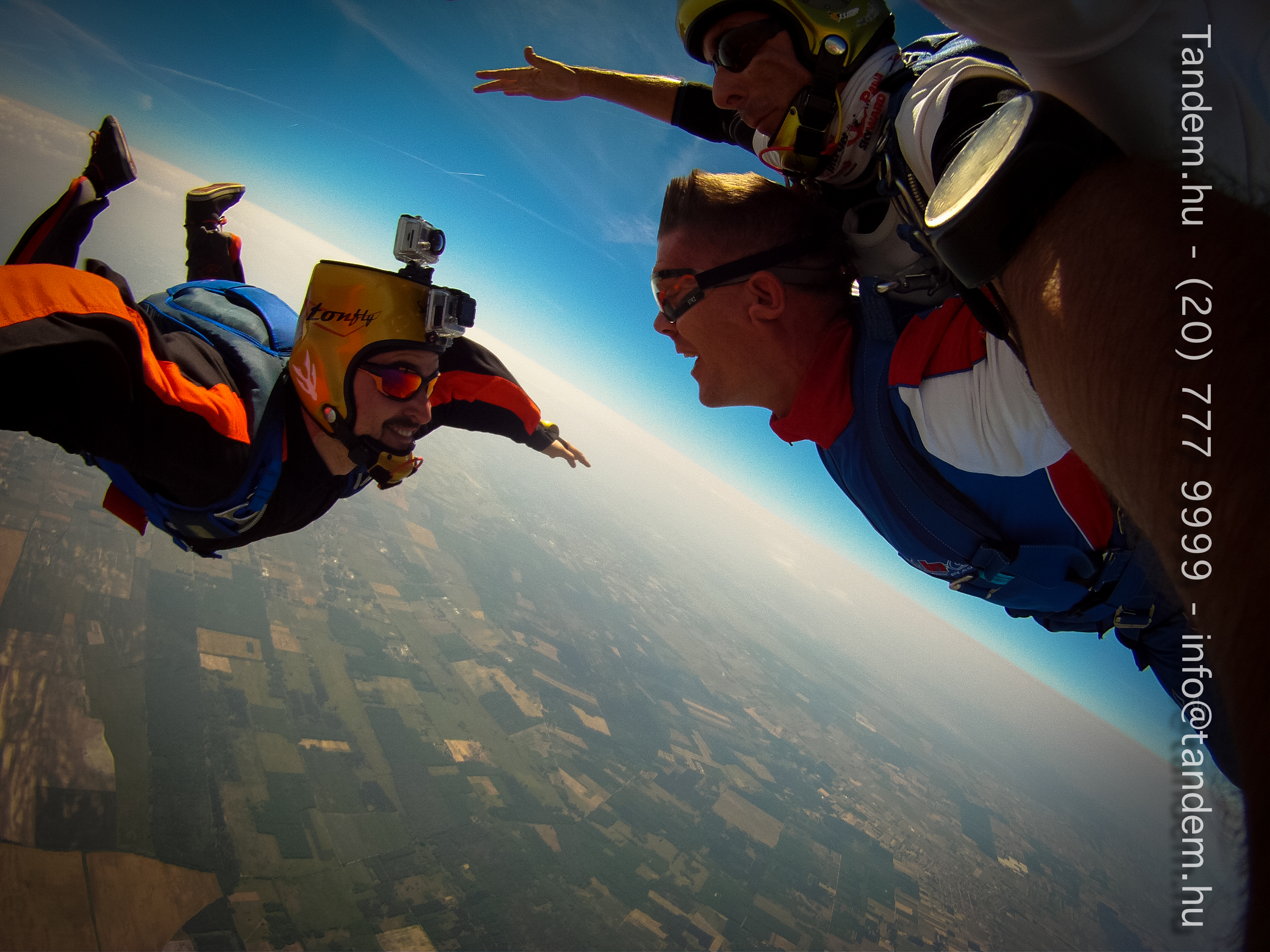
Zuhanó operatőr filmre veszi a tandemugrást. Nagy gyakorlattal rendelkező ejtőernyősök képesek csak biztonságban, jó minőségben rögzíteni a tandemugrást

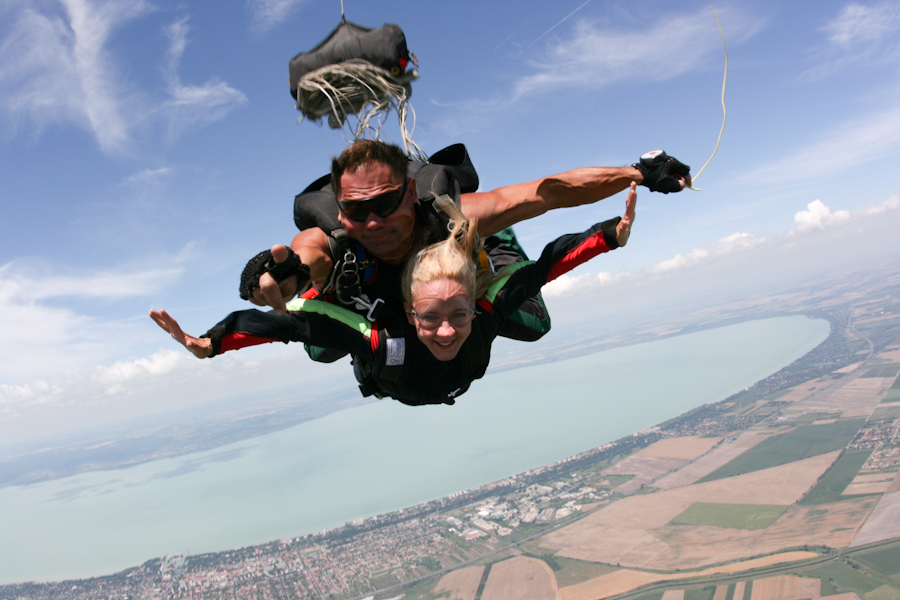
Tandemugrás a Balaton felett

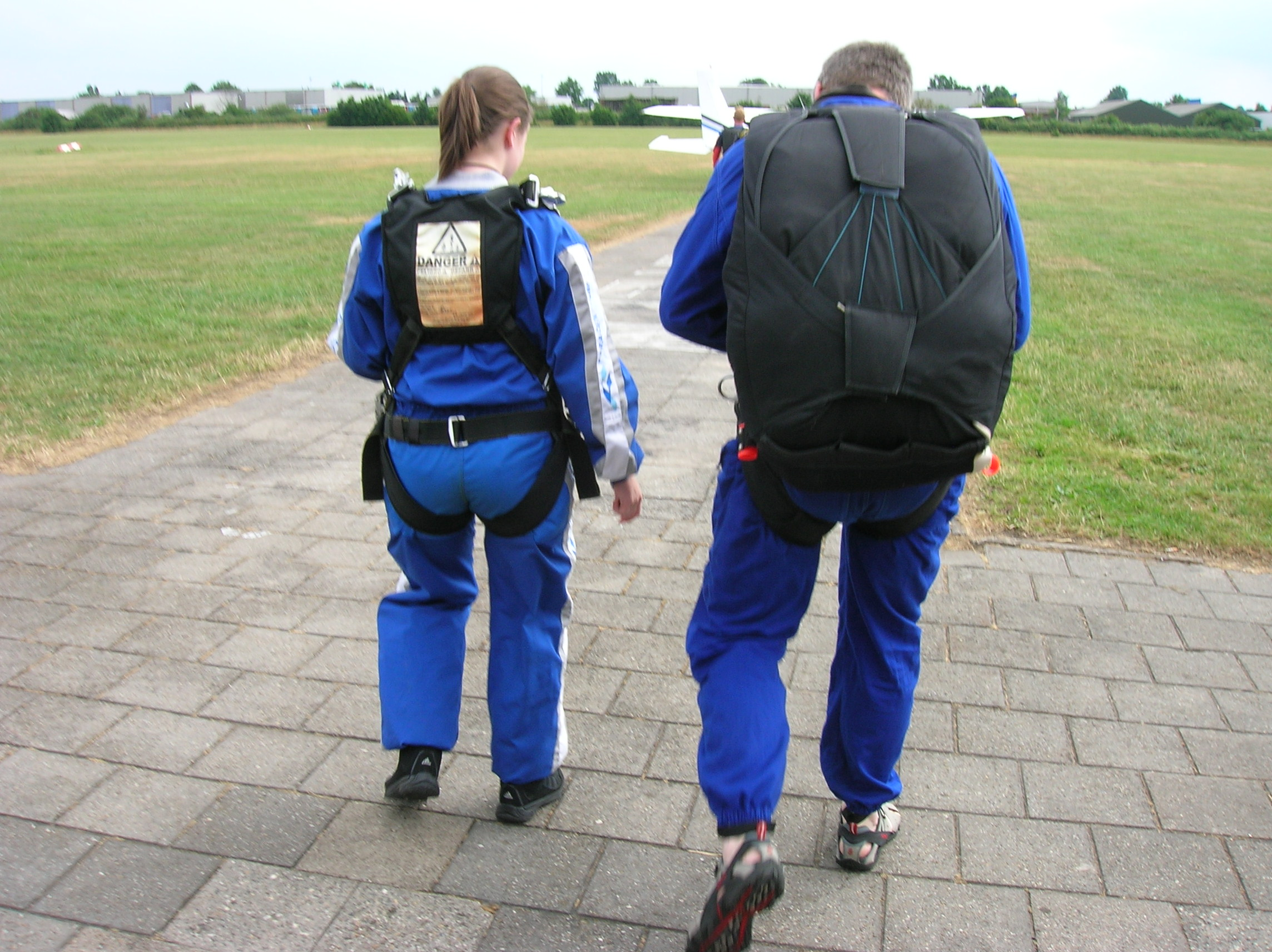
Készülődés tandemugráshoz. Az ejtőernyőt az oktató viseli, az utason, vagy tanulón egy utasheveder látható, amit az oktató hevederéhez lehet kapcsolni

A tandemugrás vagy tandem ejtőernyőzés az ejtőernyőzés egyik speciális formája, ahol az oktató/tandempilóta hajtja végre az ugrást a gépelhagyástól, a szabadesésen át, az ejtőernyő irányításán keresztül a földetérésig, a hozzá csatolt utasnak/tanulónak minimális előképzésre van szüksége az ugráshoz, amit a felkészítés és beöltözés idején pár perc alatt megkap.

## Felszerelés
A tandem ejtőernyős felszerelés több tekintetben is eltér a szóló ejtőernyős által használttól. Minden modern tandem felszerelés része a fékernyő, amit röviddel kiugrás után kienged a tandempilóta. A fékernyő szerepe, hogy lecsökkentse a szabadesésben elérhető maximális sebességet a szóló ugrók zuhanási sebességéhez hasonlóra. Ez egyrészt ahhoz szükséges, hogy megnövelje a szabadeséssel töltött időt, másrészt ez teszi lehetővé, hogy videófelvételt készíthessen egy szabadeső operatőr az ugrásról. A tandemugrók ejtőernyője is nagyobb felületű, mint a szóló ugróké, tipikusan legalább 30 négyzetméter, hogy elbírják két személy súlyát. A tandem ejtőernyős felszerelésében is, mint a sportejtőernyős felszerelésben is található tartalékernyő, ami a főernyő hibás nyílása, vagy más probléma esetén ugyanolyan biztonságossá teszi a földetérést, mit a főernyő. A felszerelés részét képezi egy automata nyitókészülék, ami abban az esetben, ha a beállított magasság alatt még túl nagy a sebesség, emberi beavatkozás nélkül kinyitja a tartalékernyőt.

## A tandemugrás története
Az első páros ejtőernyős ugrást 1977-ben hajtották végre. 
A tandem rendszereket az 1980-as évek elején az Amerikai Egyesült Államokban Ted Strong (1983) és egy évvel később Bill Booth (1984) fejlesztették ki. Eleinte nem használtak fékernyőt, ezt csak később kezdték el alkalmazni.
Az 1990-es években Palotai Nándor hozta be Magyarországra az első tandemugró felszerelést. Az ő vezetésével indult meg a képzés. Éveken keresztül illegális tevékenységnek számított, csak 1997-ben szabályozták először.

## Feltételek
Ahhoz, hogy valaki tandemugráson vegyen részt, nem szükséges különleges tudással, tapasztalattal rendelkeznie. Szívbetegség, epilepszia, vagy jelentős túlsúly kizáró okot jelenthet. Az ugráshoz kényelmes ruházat viselése ajánlott. Legtöbb helyen speciális ugrószemüvegen kívül ugróruhát is biztosítanak az utasoknak. Az alsó korhatár 13. betöltött életév, de 18 évesnél fiatalabbaknak szülői hozzájárulásra van szüksége az ugráshoz.

## Kifejezések
- Üzem: A tandemugrás szempontjából kétféle üzemet különböztetünk meg, kisgépes és nagygépes üzemet. Kisgépes üzem az ország több helyén elérhető (Budapest vonzáskörzetében Kecskeméten, Dunaújvárosban és Székesfehérváron), ezek sokkal rugalmasabbak, jobban meg tudják tervezni a felszállásokat. Nagygépes üzem mellett szól, hogy a magasság miatt több idő tölthető a levegőben. Magyarországon ilyen Siófokon (Balatonkilitin) és Kaposújlakon érhető el.

- Légijármű típusa: Az üzem általában már meghatározza, hogy mekkora géppel dolgoznak. Magyarországon jellemzően L-410-es repülőgéppel és Mi–8-as helikopterrel rendeznek nagygépes üzemeket, ezen légijárművek befogadóképessége 18 vagy több személy. Kisgépes üzemet például Cessna 182 és An–2 repülővel szoktak rendezni.

- Ugrási magasság: Nagygépes üzemeken általában 4000 méterre megy fel a légijármű, míg kisgépes üzemeken 2500-3500 méter a jellemző maximális magasság. Mivel a tandem ejtőernyőt 1500 méteres magasságban nyitni kell, a magasságkülönbség jelentősen befolyásolja a szabadesés idejét.

- Nyitási magasság: Az a magasság ahol meg kell kezdenie a tandempilótának a nyitási folyamatot. 1500 méteren kell nyitni a tandemernyőt, függetlenül attól, hogy milyen magasból történt az ugrás.

- Zuhanási idő: A tandemugrásban a zuhanás mérőszáma a zuhanási idő, ami szoros kapcsolatban áll az ugrási magassággal; általában 40-50 másodperc.

Zuhanási idő, a kiugrási magasság szerint:
| ugrási magasság | szabadesés ideje |
| --------------- | ---------------- |
| 4000 m          | 55 - 60 mp       |
| 3500 m          | 45 - 50 mp       |
| 3000 m          | 35 - 40 mp       |
| 2500 m          | 25 - 30 mp       |

- Ereszkedési idő: Az az idő, ami eltelik, az ejtőernyő kinyílásától a földetérésig. Mivel a kötelező nyitási magasság 1500 méter, az ereszkedési idők általában közel egyformák.

- Párosugrás: Hivatalos megnevezése a tandemugrásnak.